# Maurice Morton
Maurice Morton (Letônia, 3 de junho de 1913 – 23 de março de 1994) foi um engenheiro estadunidense.

## Condecorações
- 1985 - Medalha Charles Goodyear